# Shigemitsu Sudo
Shigemitsu Sudo (Prefectura de Hokkaido, Japó, 2 d'abril de 1956) és un exfutbolista japonès.

## Selecció japonesa
Shigemitsu Sudo va disputar 13 partits amb la selecció japonesa.